# Guerricus von Petra
Guerricus von Petra (auch Guerricus von Kerak oder Guerricus von Montreal; † 1190 vor Akkon) war ab 1167 einziger Erzbischof von Petra.
Er war Regularkanoniker im Templum Domini in Jerusalem, bevor er 1167 zum ersten Erzbischof von Petra ernannt wurde.
1167 hatten die Kreuzfahrer ihre Herrschaft über Oultrejordain so weit gefestigt, dass sie die Region auch kirchlich erschlossen. Sie errichteten das Erzbistum Petra. Die namensgebende Felsenstadt Petra (auch Petra Arabia oder Petra in Palaestina) war schon in der Spätantike Bistumssitz gewesen, war aber seit der arabischen Eroberung im 7. Jahrhundert zerstört und entvölkert und immer noch unbewohnt. Deswegen richtete Guerricus seine Residenz in Karak ein, das auch das weltliche Zentrum von Oultrejordain bildete.
Die Zuständigkeit des Erzbischofs von Petra erstreckte sich als „Metropolit von Arabien“ in etwa auf das Gebiet der ehemaligen römischen Provinz Arabia Petraea. Ihm unterstand traditionell auch der orthodoxe Abt des Klosters St. Katharina am Berg Sinai, der zugleich Bischof von Pharan war, auch wenn die Kreuzfahrer die Sinai-Region nur sporadisch kontrollierten.
Nach der verheerenden Niederlage der Kreuzfahrer in der Schlacht bei Hattin 1187 wurde ganz Oultrejordain bis 1189 von Saladin erobert und blieb für die Kreuzfahrer endgültig verloren. Das Erzbistum Petra ist seither nur noch ein Titularerzbistum, es existiert als solches aber bis heute.
Guerricus entkam aus Oultrejordain, möglicherweise gegen Lösegeld, jedenfalls wird er bei der Belagerung von Akkon im Herbst 1190 als einer der Anwesenden im Feldlager der Belagerer genannt. Er starb noch während der Belagerung.